# Žirmūnai

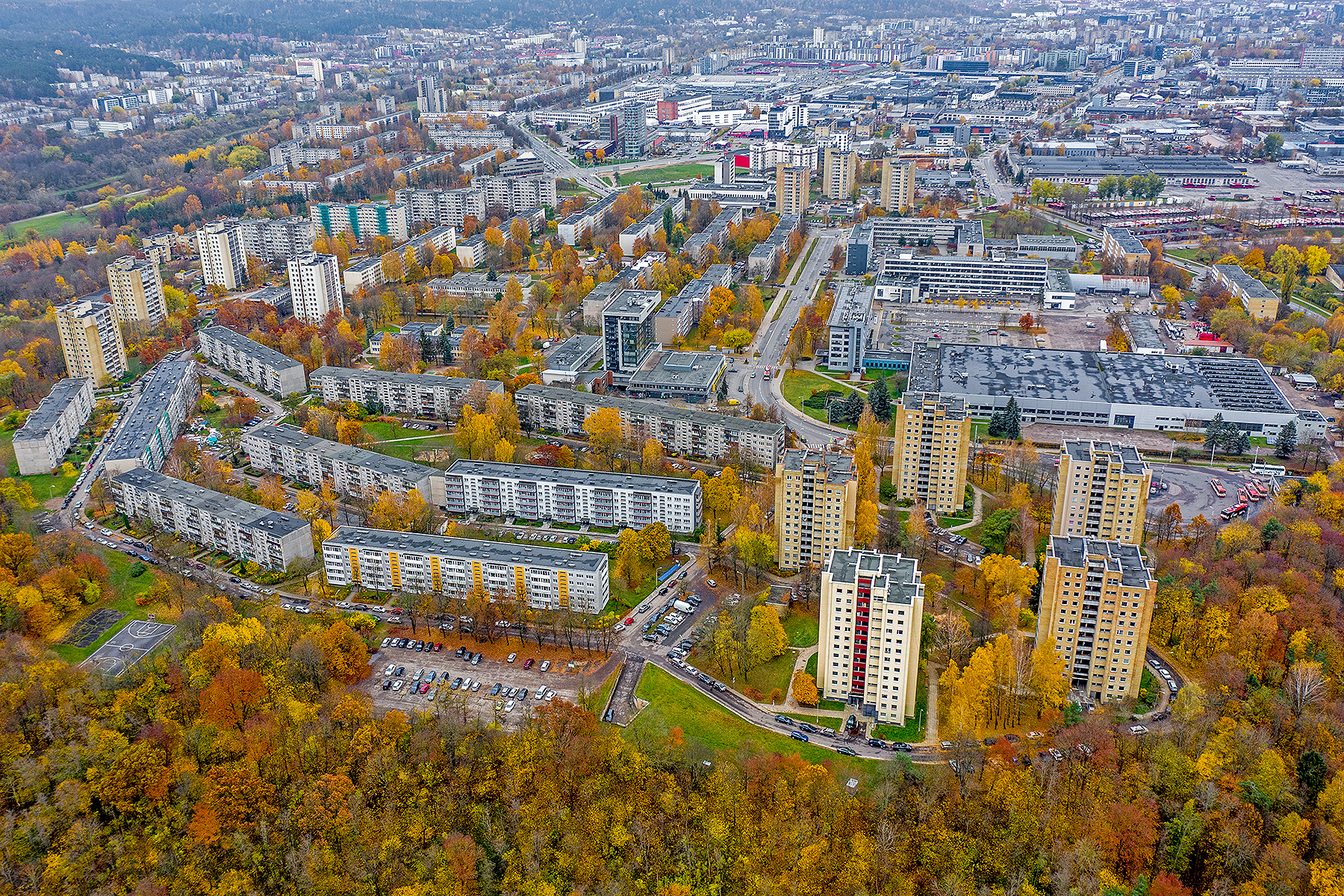
Luftbild

Žirmūnai (polnisch Żyrmuny) ist ein Stadtteil der litauischen Hauptstadt Vilnius, der nördlich des Stadtzentrums und am westlichen Ufer der Neris liegt.

## Lage
Žirmūnai nimmt etwa 1,4 % der Gesamtfläche von Vilnius ein. Der Stadtteil erstreckt sich über 4,4 Kilometer von Norden nach Süden und misst ca. 1,5 km an der breitesten Stelle. Der südlichste Punkt von Žirmūnai liegt nur etwa 450 Meter von der Kathedrale St. Stanislaus, die im Zentrum der Stadt liegt. Die Neris dient als nördliche, östliche und als südliche Grenze. Vier Brücken grenzen Žirmūnai ab:
- Valakampių tiltas
- Šilo tiltas
- Žirmūnų tiltas
- Mindaugo tiltas

Trotz der Nähe des Stadtzentrums ist das Ufer bei Žirmūnai von dichtem Laubwald, der bei der Brücke Žirmūnų tiltas beginnt, bedeckt. Der Wald, der an der nördlichsten Stelle liegt, ist Teil eines botanischen Naturschutzgebiets innerhalb des Verkių regioninis parkas.

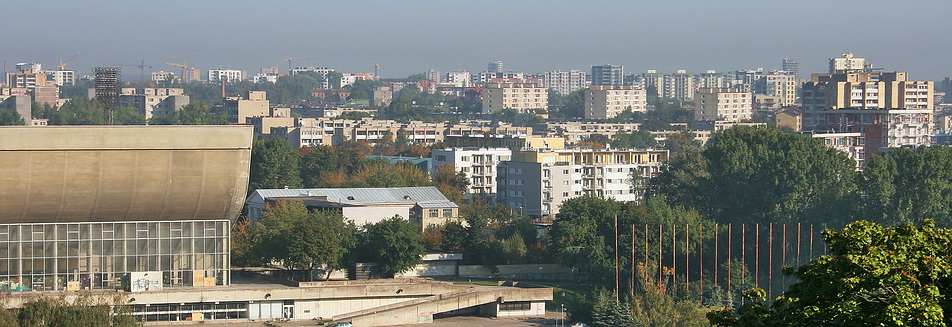
Panoramasicht auf Žirmūnai aus dem Süden

## Bevölkerung

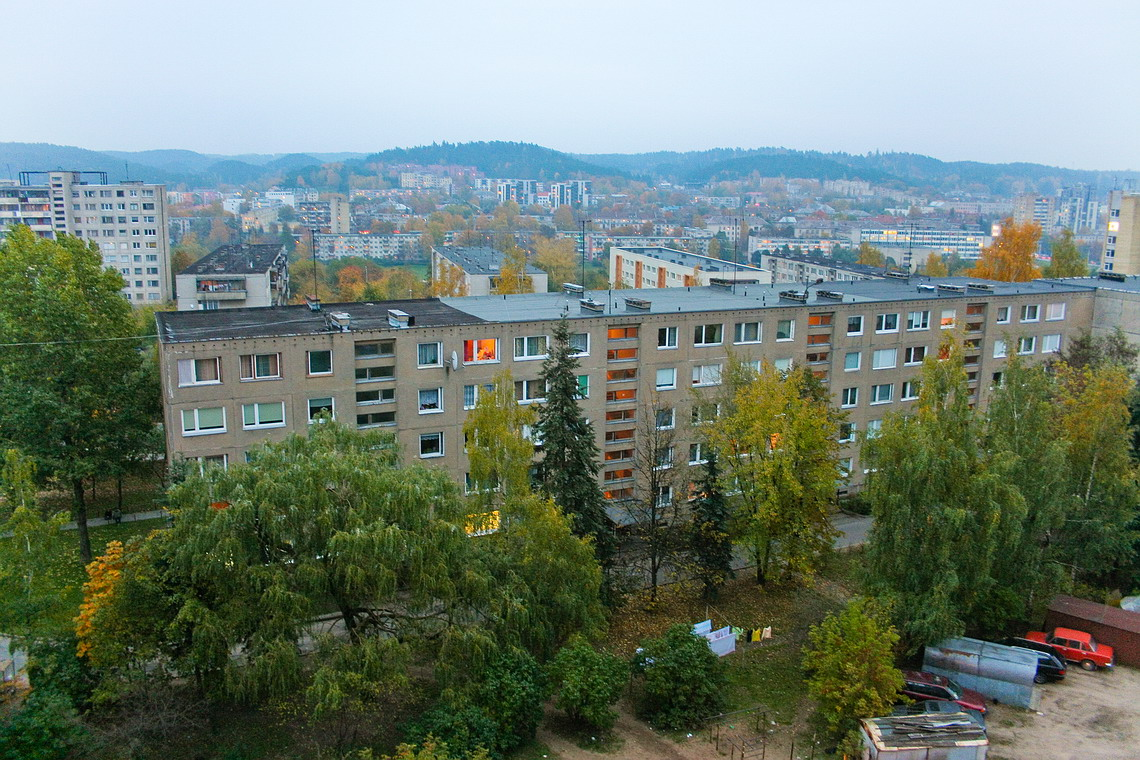
Panorama

### Demografie
Mit 47.400 Einwohnern ist Žirmūnai der bevölkerungsreichste Stadtteil von Vilnius. Laut der Volkszählung von 2001 gab es 21.363 Privathaushalte in Žirmūnai, was pro Haushalt 2,2 Bewohner ausmacht. Die Bevölkerung von Žirmūnai nahm rasch zu, vor allem wegen Bauten von Wohngebäuden im Šiaurės miestelis, ein Abschnitt des Stadtteils.

### Ethnien
2001 lebten in Žirmūnai 59,2 % Litauer, 16,8 % Russen, 14,4 % Polen, 3,8 % Weißrussen, 1,7 % Ukrainer, 0,8 % Juden, 0,2 % Tataren, 0,1 % Letten, 0,1 % Armenier und 2,9 % andere.

## Geschichte

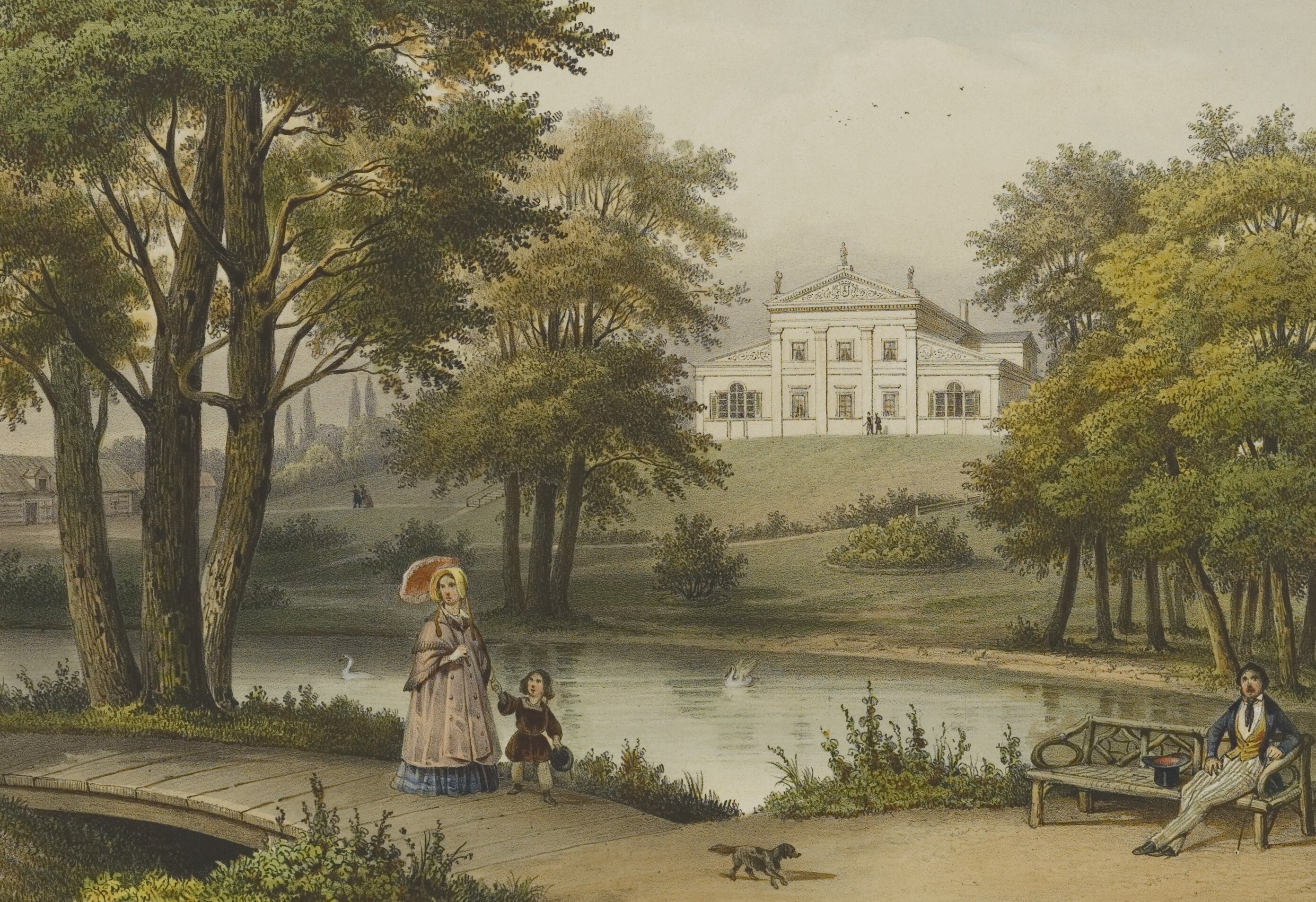
Ein Gemälde des Herrenhauses Tuskulėnai.

Žirmūnai umfasst drei historische Vororte von Vilnius: Žvejai, Tuskulėnai und Šiaurės miestelis.

### 14. Jahrhundert – 19. Jahrhundert

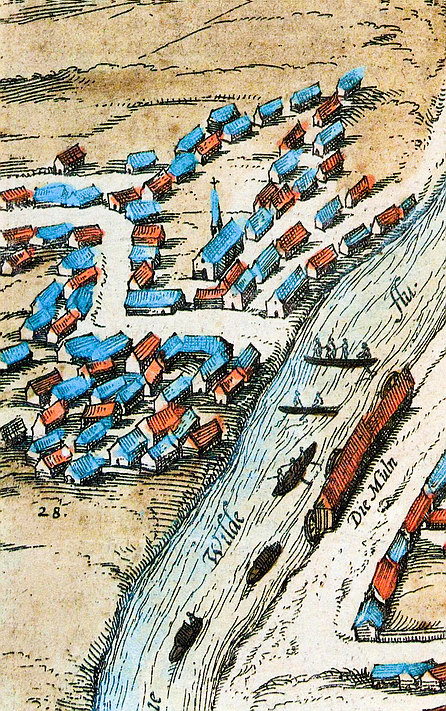
Rechtes Ufer der Neris (1545)

Im Fischerdorf Žvejai, das im späten 14. Jahrhundert entstanden war, befand sich die einzige Glasfabrik im Großfürstentum Litauen. Nach dem Bau der ersten Brücke über die Neris 1563 (heute: Mindaugo tiltas), wurde Žvejai ein integraler Bestandteil der Stadt Vilnius.
Der größte und älteste jüdische Friedhof in Litauen aus dem Jahre 1592 lag ebenfalls in Žvejai. Der Friedhof wurde Shnipishok (heute: Šnipiškės) benannt. Obwohl der Friedhof offiziell im Jahre 1830 geschlossen wurde, gab es weitere Bestattungen.
Unter der Herrschaft des Russischen Reiches im 19. Jahrhundert wurde das Herrenhaus Tuskulėnai von verschiedenen Adelsfamilien und von hochrangigen Staatsbeamten bewohnt. In der Mitte des 19. Jahrhunderts wurde das Herrenhaus ein Gasthaus, das zu einem kulturellen Zentrum in Vilnius wurde.
Die Umgebung des Herrenhauses wurde Tuskulėnai genannt (russisch: Tuskuljany; Polnisch: Tuskulanum).
Eine militärische Besatzung wurde durch das russische Reich im 19. Jahrhundert in Šiaurės miestelis (deutsch: Nördliches Dorf) besetzt.

### 20. Jahrhundert
In der Zwischenkriegszeit, als Vilnius unter polnischer Kontrolle war, wurde der südliche Teil von Žvejai Pióromont genannt. Das gesamte Gebiet wurde als Žvejai oder als Rybaki (polnisch: Fischer) bezeichnet.
Eine Karte von Vilnius, die im Jahr 1942 veröffentlicht wurde, während die Stadt unter der Naziherrschaft war, zeigt den nördlichen Teil von Žirmūnai als Paneriškės, die mittlere Sektion von Kareiviškės („Ort des Soldaten“) und der südliche Teil, nahe dem Herrenhaus Tuskulėnai, als Mantiškės.
Der alte jüdische Friedhof in Žvejai stand einer Expansion im Wege. Viele Grabsteine wurden 1950 beim Bau des Žalgiris-Stadion zerstört. Der Friedhof wurde im Jahr 1955 abgerissen. Die Körper des Vilna Gaon und mehrere Mitglieder seiner Familie wurden umgesiedelt. Der Friedhof war Gegenstand einer archäologischen Untersuchung in den späten 1990er Jahren. Ein Gedenkstein wurde im südöstlichen Teil des ehemaligen Friedhofes mit einer Inschrift in Jiddisch und litauisch gelegt, die besagt, dass der Friedhof im Jahre 1478 angelegt wurde (die Datierung ist bis heute umstritten).

### 21. Jahrhundert

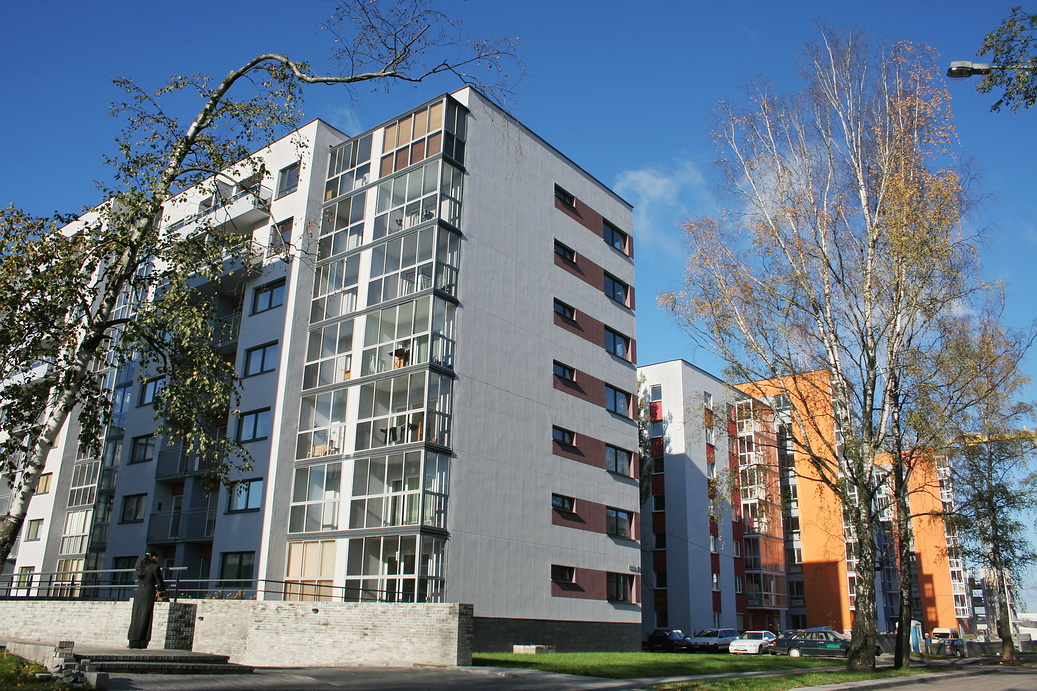
Ein neues Wohngebäude in Šiaurės miestelis

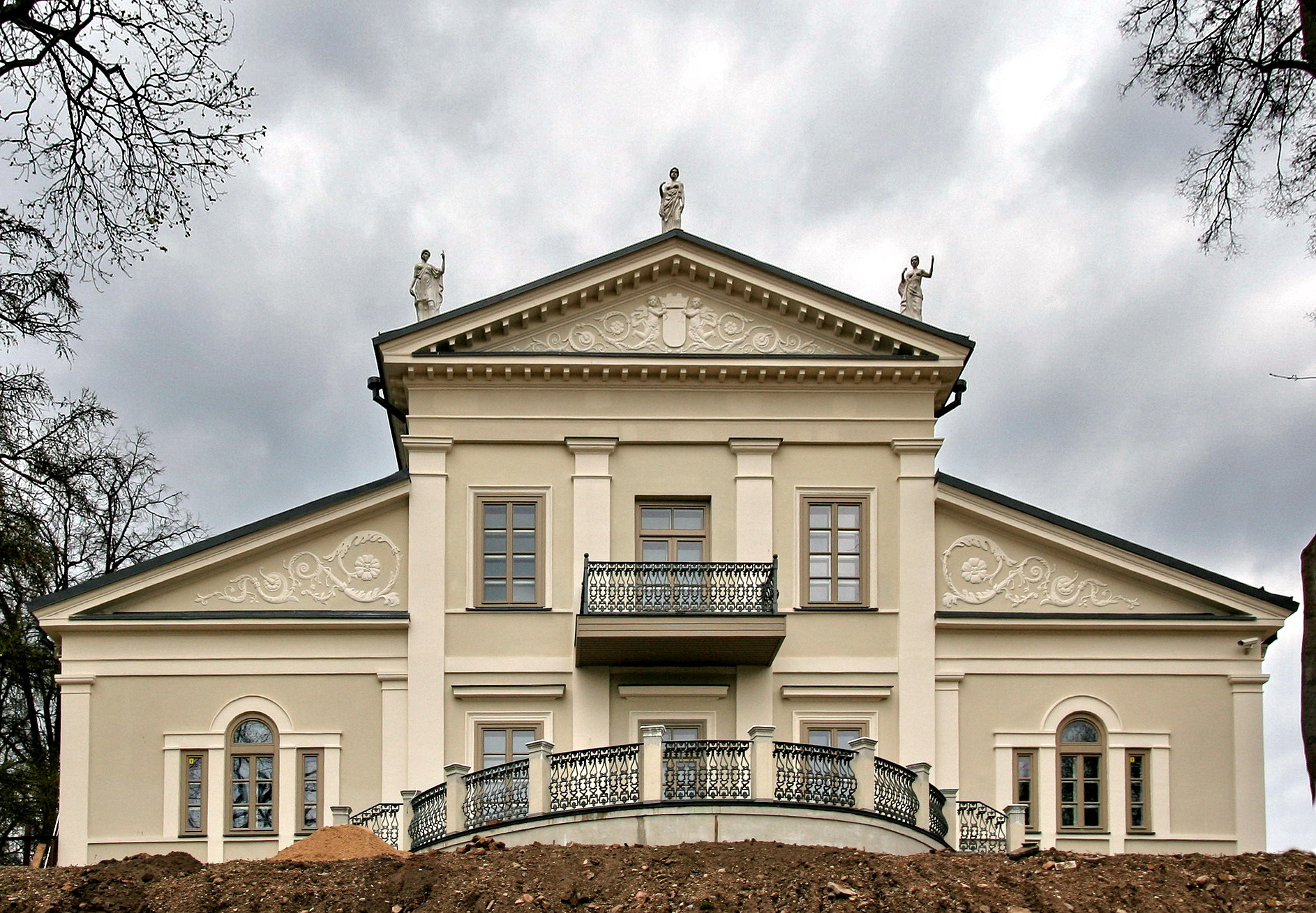
Herrenhaus Tuskulėnai 2008

Aufgrund der sowjetischen Grundsätzen der Stadtplanung, hatte Žirmūnai nach der Volkszählung von 2001 einer der geringsten Anteile an Einfamilienhäusern in der Stadt (0,1 %). Von den übrigen Bewohnern wohnen 0,4 % in einzelnen Wohnungen, 0,7 % in Hostels, und fast 99 % in Wohnungen.
Šiaurės miestelis, ein Teil von Žirmūnai, wuchs rasant und ist bis heute einer der begehrtesten Wohn- und Gewerbegebieten in Vilnius.
Viele der militärischen Strukturen, die im späten 19. Jahrhundert in Šiaurės miestelis erbaut wurden, sind erhalten geblieben und wurden somit restauriert. Inzwischen sind viele Bauten, die nicht standhielten, während der sowjetischen Zeiten abgerissen worden, so dass Platz für neue Straßen und Wohnungen entstand.

## Anlagen

### Parks und Museen
Das Herrenhaus Tuskulėnai ist die älteste erhaltene architektonische Struktur in Žirmūnai. Das Herrenhaus wurde 1825 erbaut, nach einem Entwurf von Karol Podczaszyński im neoklassizistischen Stil. Es besteht aus einem Hauptgebäude, einem Lagerhaus und aus mehreren angrenzenden Gebäuden, darunter eine kleine Kapelle, die St. Theresa, die sich etwa 100 Meter südlich des Hauptgebäudes befindet. All diese Strukturen wurden bis 2009 wiederhergestellt, und sind ein Teil des 7,5-Hektar großen Tuskulėnų rimties parkas.
Ein Museum des Computers wurde 2001 in Žirmūnai vom Software-Unternehmen UAB Sintagma eröffnet und präsentiert die Geschichte der litauischen Informatik- und Hardwareproduktion. Das Museum hat Ausstellungsstücke wie den EV-80, die erste sowjetische Rechenmaschine, die von Sigma hergestellt wurde.

### Sport- und Unterhaltungsmöglichkeiten

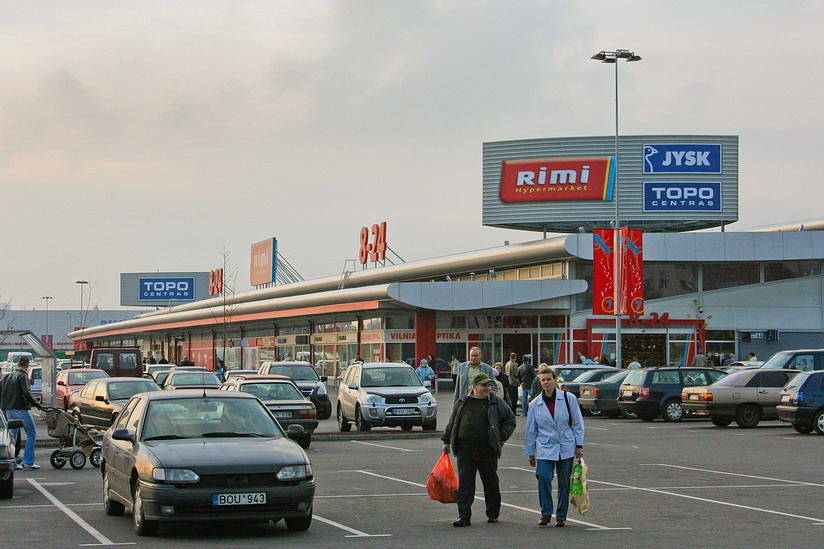
Rimi Hypermarket in Šiaurės miestelis

Bedeutende Sportanlagen sind in Žirmūnai hauptsächlich das Žalgiris-Stadion, welches das größte Stadion Litauens ist. Im Sommer kann man auf dem Fluss Neris rudern. Ein Teil der Strecke des jährlichen internationalen Vilniaus maratonas verläuft entlang des Ufers der Neris in Žirmūnai.

### Gewerblichs- und Industrieanlagen

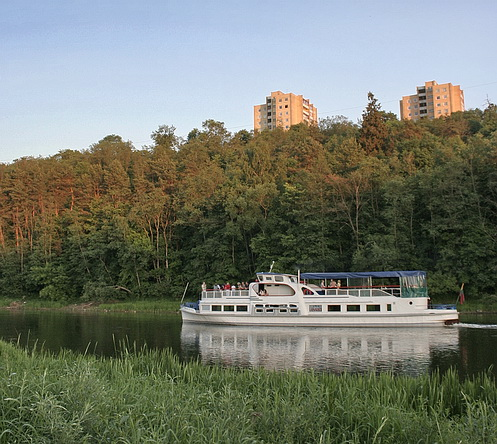
Die Neris in Žirmūnai

8,7 % aller Unternehmen in Vilnius, sind in Žirmūnai zu finden. Den Sitz von Tele2, einer der mobilen Kommunikationsbetreiber in Litauen, findet man dort.
Der Rimi Hypermarket in Šiaurės miestelis, gehört zu den größten Einkaufszentren von Vilnius. In Žirmūnai findet man viele Autohäuser, darunter einige von Opel, Saab, Chevrolet und Nissan.

## Verkehr
Žirmūnai ist gut vom Verkehrsnetz in Vilnius befahrbar. Viele Busse und Oberleitungsbusse fahren nach Žirmūnai. Das Busdepot des Verkehrsunternehmens UAB Vilniaus viešasis transportas liegt in Žirmūnai. An der Neris liegt der Winterhafen Žirmūnai.

## Kriminalstatistik
Im Jahr 2005 wurden 2.317 Straftaten in Žirmūnai registriert. Somit hat Žirmūnai die meisten Straftaten in Vilnius, hinter der Altstadt und Naujamiestis. Nach den Bevölkerungszahlen der Volkszählung (2001), würden dies etwa 48,9 Straftaten pro 1000 Einwohner pro Jahr sein. In Bezug auf die Kriminalitätsdichte, wurden 406,5 Straftaten pro 1 km² registriert.
Dank des Programmes „Sichere Stadt“ der Stadtverwaltung Vilnius sind die Kriminalitätsraten in Žirmūnai, wie auch in allen anderen Stadtteilen von Vilnius, zurückgegangen. Zum Beispiel waren 886 Verbrechen in Žirmūnai in den ersten vier Monaten des Jahres 2005 registriert worden, verglichen mit dem Jahr 2006, wo nur noch 672 Verbrechen im selben Zeitraum stattgefunden haben, was einen Rückgang von rund 24 % ausmacht.
Die häufigsten registrierten Straftaten in den ersten vier Monaten des Jahres 2006 waren:
- Diebstahl (335 Fälle, darunter 19 Autodiebstähle)
- Vergewaltigung (259 Fälle)
- Raub (44 Fälle)
- Körperverletzung (20 Fälle)[13]